# Arik Benado
Ariel "Arik" Benado (på hebraisk: אריאל "אריק" בנאדו) (født 5. december 1973 i Haifa, Israel) er en tidligere israelsk fodboldspiller og nuværende fodboldtræner, der med 94 kampe besidder landskampsrekorden for Israel, som han debuterede for i 1995. Han er i øjeblikket træner for barndomsklubben Maccabi Haifa.
Han spiller på klubplan som midterforsvarer hos Ligat ha'Al-klubben Maccabi Haifa i sin fødeby, hvor han har spillet i tre omgange gennem sin karriere. Han har desuden spillet i sammenlagt seks sæsoner for ligarivalerne Beitar Jerusalem
Benado har gennem sin karriere vundet ikke mindre end otte israelske mesterskaber. Heraf er de seks blevet vundet med Maccabi Haifa, og de to med Beitar Jerusalem.

## Titler
Israelske Mesterskab
- 1994, 2001, 2002, 2004, 2005 og 2006 med Maccabi Haifa
- 2007 og 2008 med Beitar Jerusalem

Israelske Pokalturnering
- 1994, 2002 og 2006 med Maccabi Haifa
- 2010 med Beitar Jerusalem